# Pterygoplichthys
Pterygoplichthys – rodzaj słodkowodnych ryb sumokształtnych z rodziny zbrojnikowatych (Loricariidae). Spotykane w hodowlach akwariowych.

## Występowanie
Ameryka Południowa.

## Klasyfikacja
Gatunki zaliczane do tego rodzaju:
- Pterygoplichthys ambrosettii
- Pterygoplichthys disjunctivus
- Pterygoplichthys etentaculatus
- Pterygoplichthys gibbiceps – zbrojnik lamparci[potrzebny przypis]
- Pterygoplichthys joselimaianus
- Pterygoplichthys lituratus
- Pterygoplichthys multiradiatus
- Pterygoplichthys pardalis
- Pterygoplichthys parnaibae
- Pterygoplichthys punctatus
- Pterygoplichthys scrophus
- Pterygoplichthys undecimalis
- Pterygoplichthys weberi
- Pterygoplichthys xinguensis
- Pterygoplichthys zuliaensis

Gatunkiem typowym jest Hypostomus duodecimalis, obecnie klasyfikowany pod nazwą Pterygoplichthys etentaculatus.

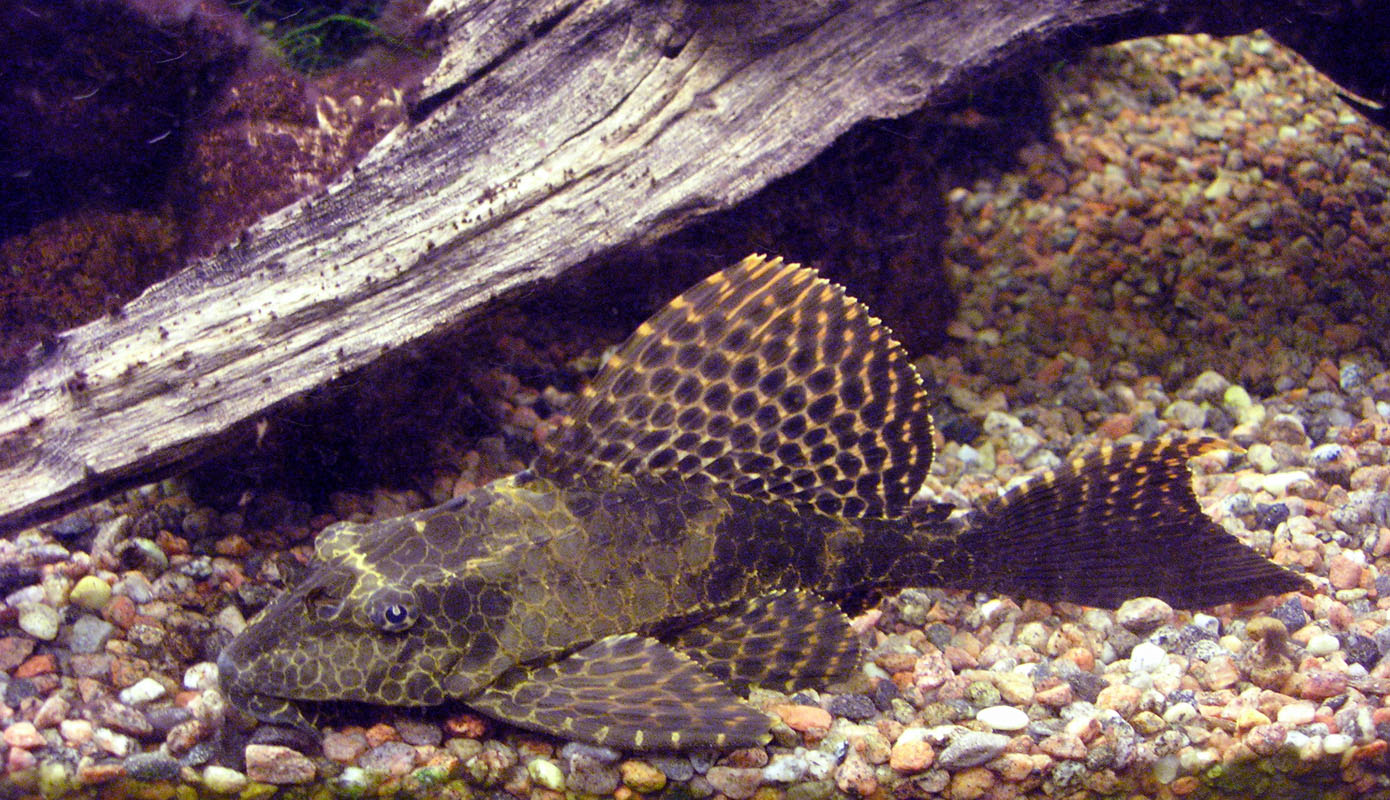
Pterygoplichthys gibbiceps
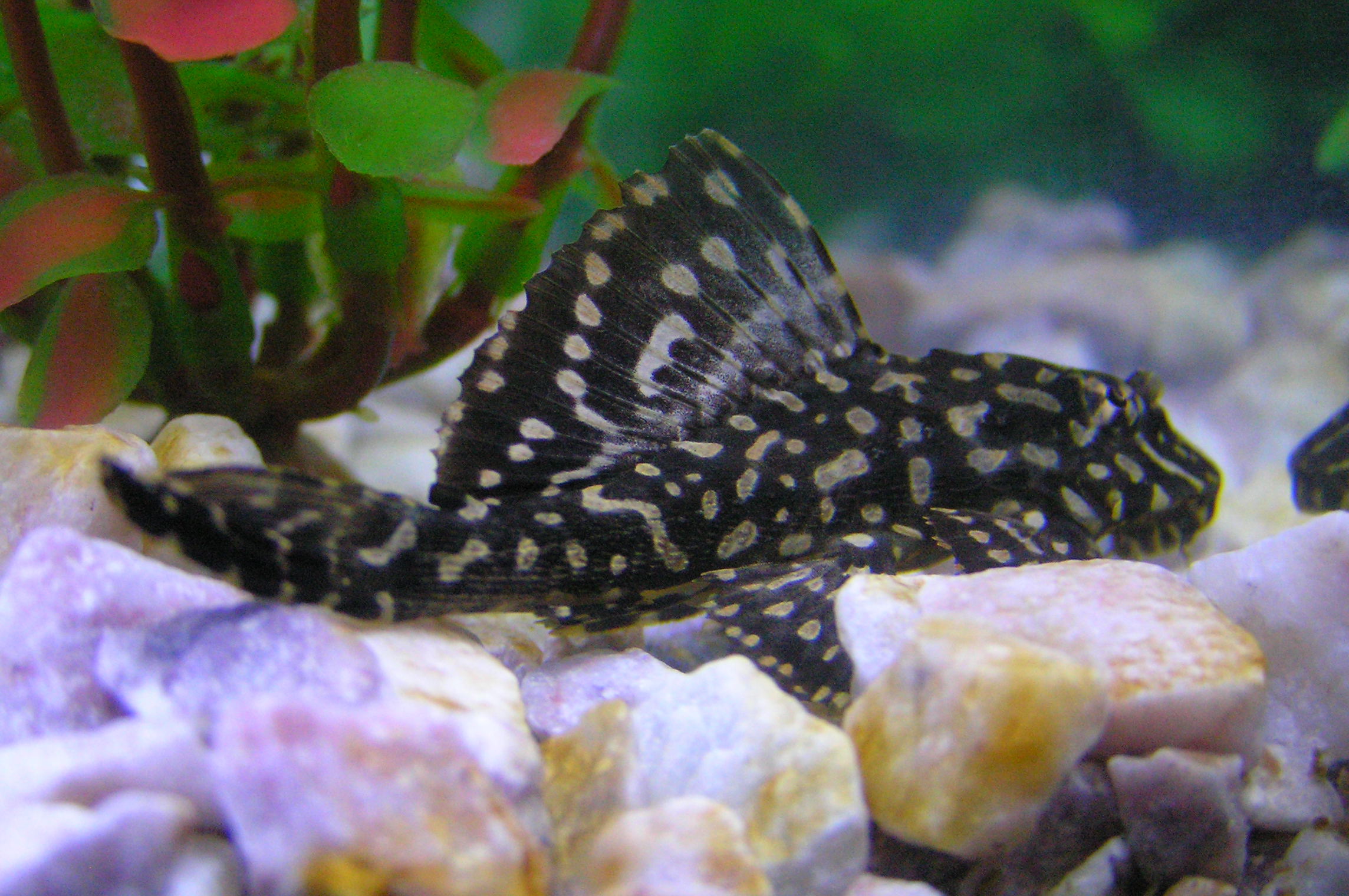
Pterygoplichthys joselimaianus
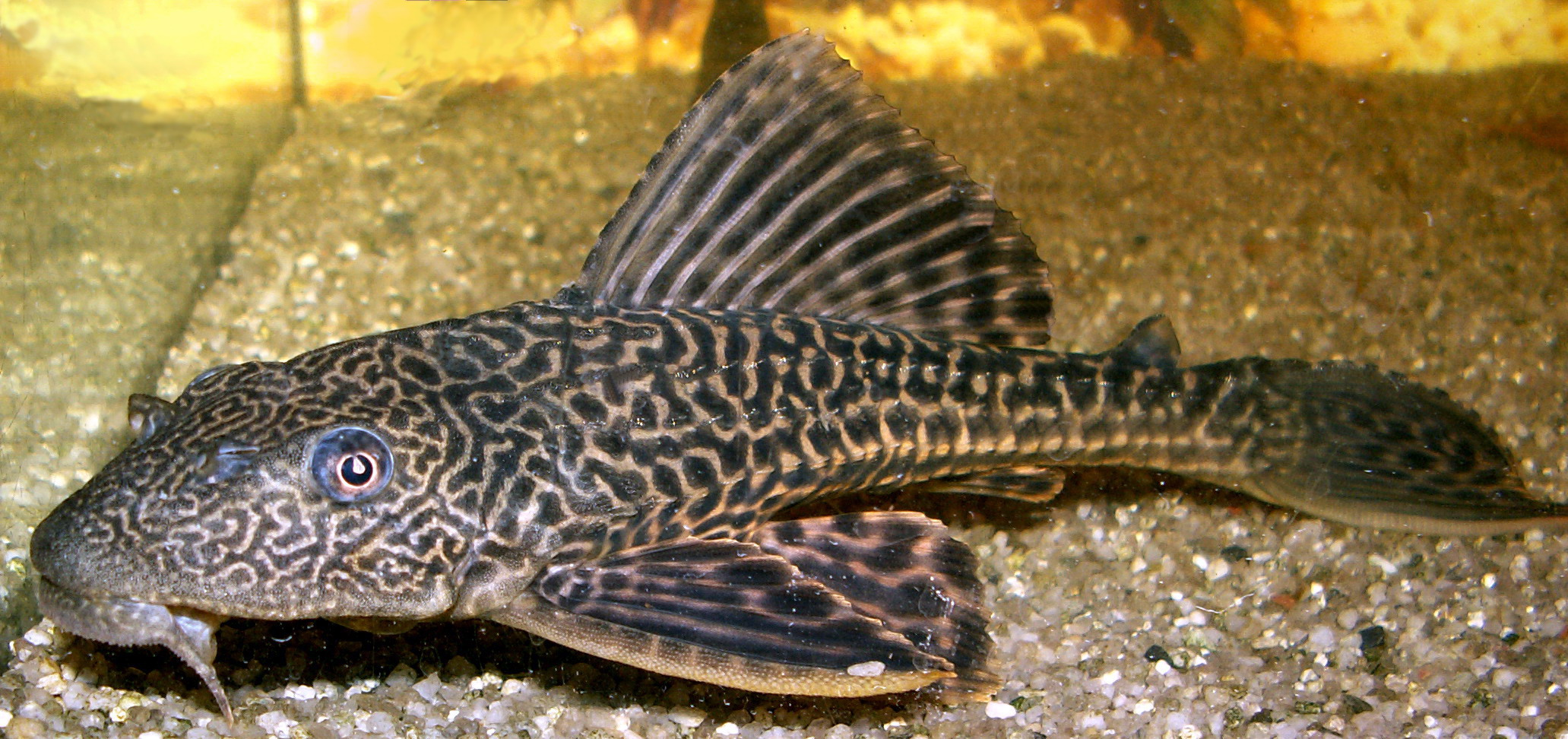
Pterygoplichthys multiradiatus
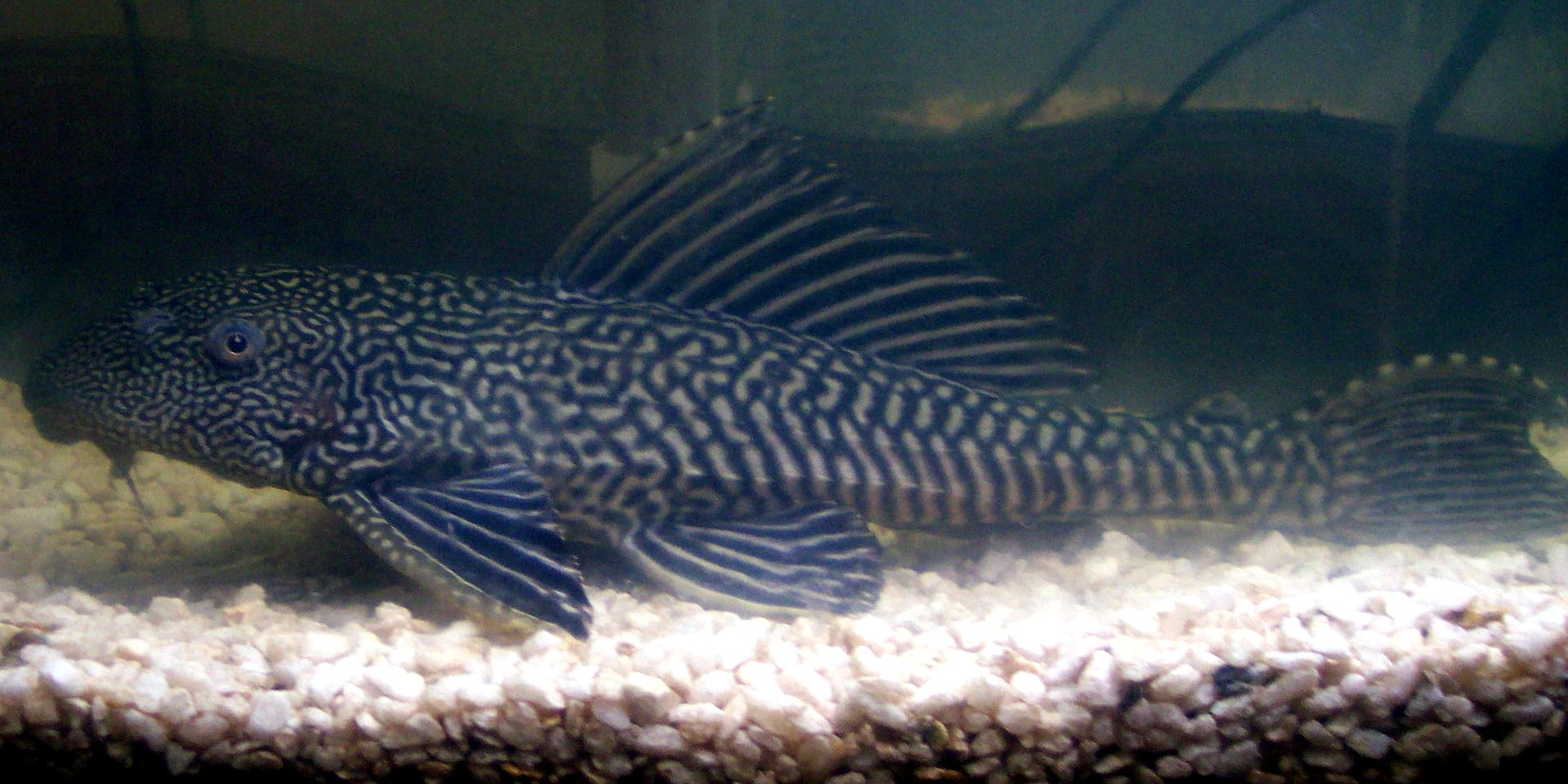
Pterygoplichthys pardalis